# Кардифф Блюз
«Кардифф Блюз» (англ. Cardiff Blues, валл. Gleision Caerdydd) — валлийский регбийный клуб, соревнующийся в международном чемпионате Про12, Англо-валлийском кубке и кубке Хейнекен. «Блюз» является одной из четырёх профессиональных региональных команд Уэльса. Коллектив проводит домашние матчи на стадионе «Кардифф Армс Парк», способном вместить 12 500 зрителей.
Руководство команды несёт ответственность за развитие регби не только в городе Кардифф, но и в таких регионах, как Вейл-оф-Гламорган, Ронта, Кинон, Таф, Мертир-Тидвил и юг Поуиса. Клуб связан партнёрскими соглашениями с рядом полупрофессиональных и любительских команд, среди которых сильнейшими являются «Кардифф» и «Понтиприт». «Кардифф» обладает правами на использование бренда «Кардифф Блюз».
Команда стала победителем Англо-валлийского кубка в сезоне 2008/09 и обладателем Европейского кубка вызова в сезоне 2009/10.

## История

### Создание
До начала сезона 2003/04 валлийское регби было организовано по принципу классической пирамиды лиг, на вершине которой находились 9 профессиональных клубов. Аналогичная иерархия используется и поныне в английской Премьер-лиге и французской Топ 14. Тем не менее, на тот момент стало очевидно, что Уэльс не способен поддерживать деятельность стольких клубов сразу ввиду финансовых затруднений.
По инициативе главного директора Валлийского регбийного союза Дэвида Моффетта девять ведущих команд — «Бридженд», «Кайрфилли», «Кардифф», «Эббу-Вейл», «Лланелли», «Нит», «Ньюпорт», «Понтиприт» и «Суонси» — были вовлечены в создание валлийской системы региональных клубов. При этом было согласовано, что «Кардифф» сможет создать отдельную команду, то есть объединение с какими-либо из восьми других клубов необязательно. В результате был создан бренд «Кардифф Блюз», церемония открытия которого состоялась 6 июня 2003 года.

### 2003/04
«Блюз» проиграли свои первые три игры «Лестер Тайгерс», «Нортгемптон Сэйнтс» (товарищеские матчи) и «Глазго» (игра Кельтской лиги). К концу 2003 года команда потерпела 12 поражений и выиграла всего лишь трижды (у «Коннахта», «Ленстера» и «Оспрейз»). Все победы были одержаны «синими» у себя дома. Всё чаще звучали требования отставки главного тренера Дэя Янга.
Победа над «Оспрейз» была достигнута во многом благодаря действиям пожарного Ли Эбдала. Полупрофессиональный игрок был привлечён в состав в качестве замены на время проведения чемпионата мира 2003 года. Эбдал занёс в той игре четыре попытки, что стало одним из лучших результатов для новой команды. Тем не менее, в следующей домашней игре против «Ньюпорт Гвент Дрэгонс» игрок был серьёзно травмирован.
В январе команда одержала две победы в кубке Хейнкен: были повержены англичане из «Сейл Шаркс» и французы из «Биаррица». Временное приглашение в команду бывшего игрока «Уоллабис» Мэтта Кокбейна оживило команду, и его недолгое присутствие совпало с серией из шести беспроигрышных матчей. Лишь в марте «синие» проиграли «Лланелли Скарлетс» (0:6). «Блюз» завершили сезон в качестве худщей валлийской команды, выиграв всего одну встречу у другого клуба из Уэльса. Тем не менее, команда стала лучшей в лиге по количеству занесённых попыток (73).

### 2004/05
«Блюз» заняли девятое место в Кельтской лиге и выиграли всего один матч на международном уровне. В ноябре—январе снова появились слухи об отставке Янга — тогда команда не выигрывала в течение восьми матчей подряд. После проигрыша «Стад Франсе» (15:38) регбисты покидали поле под неодобрительный гул трибун.
Неудачное выступление во внутреннем чемпионате оставляло клубу только один шанс пробиться в групповой этап кубка Хейнекен: необходимо было обыграть итальянскую команду, занявшую третье место в своём чемпионате. Валлийцы выиграли у «Арикс Виадана» со счётом 38:9. Этот успех стал второй гостевой победой клуба в сезоне. Выступления команды расходились с ожиданиями руководства клуба, и боссы «Кардиффа» разработали стратегию развития, которая должна была существенно улучшить качество игры «Блюз» в следующем сезоне.

### 2005/06
Летом 2005 года трансферный бюджет клуба был расширен, что позволило Янгу привлекать новых игроков и перестраивать команду. Бывший восьмой «Олл Блэкс» Ксавьер Раш стал одним из ключевых новичков «Блюз». Кроме того, валлийцы обзавелись новой тренировочной базой на окраине Кардиффа. До этого регбистам приходилось готовиться на общественных полях и в общественных тренажёрных залах.
Жеребьёвка группового этапа вселяла в болельщиков «синих» оптимизм, ведь валлийцы попали в группу с итальянским аутсайдером «Кальвизано», слабо играющим в гостях французским «Перпиньяном» и английским «Лидс Тайкс». В регбийном сообществе многие полагали, что «Блюз» наконец смогут сыграть в плей-офф кубка Хейнекен.
Результаты, однако, стали улучшаться не мгновенно. В октябре команда обыграла «Сэрасинс» (37:20), и эта победа стала одним из ярчайших событий в целом удручающего старта сезона. С другой стороны, перед матчем было объявлено, что за валлийцев некоторое время будет играть легенда новозеландского регби Джона Лому — тому требовалась игровая практика перед чемпионатом мира 2007 года. Лому в то время оправлялся от операции по трансплантации почки, но столь громкий трансфер всё же свидетельствовал о возраставших амбициях «Блюз». Домашний дебют Лому в игре с «Кальвизано» собрал почти полный стадион. Подписание известного игрока было признано весьма успешным маркетинговым ходом. В декабре качество выступлений команды возросло: кардиффцы обыграли «Оспрейз» и «Ньюпорт Гвент Дрэгонс».
В январе 2006 года «Блюз» покинули розыгрыш кубка Хейнекен после поражений от «Перпиньяна» (3:21) и «Лидса» (3:48). Эти неудачи стали частью серии из пяти поражений подряд, совпавшей с потерей трамированного Ники Робинсона. Слабая европейская кампания вынудила менеджмент «Блюз» объявить «последние предупреждения» регбистам, играющим недостаточно хорошо. И всё же в конце сезона, как и в предыдущие годы, игра команды постепенно наладилась. В мае, когда валлийцы обыргали «Ленстер» (40:31), был установлен рекорд Кельтской лиги по количеству зрителей: стадион «Миллениум» посетили 15 327 любителей игры. Кардиффцы заняли четвёртое место по итогам чемпионата, став сильнейшей командой Уэльса.

### 2006/07
Перед новым сезоном последовал ряд трансферов. В команду был приглашён бывший фулбэк сборной Новой Зеландии Бен Блэр. Несколько игроков из академии региона попали в основной состав, в том числе Крис Чекадж и Дуэйн Гудфилд. Появление новых молодых талантов, среди которых также следует отметить Брэдли Дэвиса и Тома Джеймса, укрепили веру болельщиков «Кардиффа» в скорые свершения регбистов. «Лондон Уоспс», «Сэрасинс» и «Лондон Айриш» были обыграны в рамках группового этапа Англо-валлийского кубка. Однако в полуфинальном матче, прошедшем 24 марта 2007 года на «Миллениуме», кардиффцы проиграли «Оспрейз» (10:27).
В том сезоне валлийцы одержали первую победу в кубке Хейнекен на территории Франции, обыграв «Бургуэн» (13:5). Следующая игра «синим» не удалась: англичане из «Лестер Тайгерс» выиграли со счётом 21:17, кардиффцы же в течение долгого времени играли в 14 регбистов. За игрой на «Миллениуме» наблюдали 26 309 зрителей, и это стало рекордом посещаемости игр «Блюз» в еврокубках. Команда потеряла последний шанс на продолжение борьбы в Европе после поражений от «Манстера».
Несравненно более успешно клуб сыграл на домашней арене. Регбисты «Блюз» занимали первую строчку чемпионата после домашней победы над «Ленстером», однако другой валлийский клуб — «Оспрейз» — вырвал титул из рук «синих», одержав победу на следующий день. В результате «Кардифф» финишировал на втором месте.

### 2007/08
Летом 2007 года в команду пришли Гарет Томас, Пол Тито и Джейсон Спайс. Последний должен был заменить ушедшего Майка Филипса, который, по некоторым сведениям, получал £180 000 в год по новому контракту с «Оспрейз».
«Блюз» выиграли первые два матча чемпионата, дома одолев прошлогодних обидчиков «Оспрейз» и через неделю обыграв «Ньюпорт Гвент Дрэгонс» на выезде. Победа над «скопами» продлила беспроигрышную домашнюю серию «синих» до шестнадцати матчей. В следующем туре серия включала уже семнадцать игр, поскольку кардиффцы обыграли дома «Глазго». Через неделю эту выдающуюся серию прервал «Ленстер», выигравший у валлийцев со счётом 30:19. В ответ регбисты «Блюз» выиграли в гостях у «Манстера», в результате чего возглавили турнирную таблицу Кельтской лиги — всего лишь второй раз в истории. Третья подряд игра против ирландского коллектива — на этот раз «Коннахта» — завершилась победой «синих» (30:16). Именно в игре против «Коннахта» за «Блюз» дебютировал Гарет Томас, заменивший Риза Уильямса на последние 30 минут матча>. По итогам сезона «Кардифф» снова завоевал серебряные медали чемпионата.
Розыгрыш Англо-валлийского кубка начался для «Блюз» с домашней победы над «Сейл Шаркс» (32:15), дополненной бонусным очком. В первые полчаса игроки «Кардиффа» записали на свой счёт четыре попытки, автором двух из них стал Гарет Томас. В следующем туре валлийцы проиграли лестерским «тиграм» (20:42). Последний матч группового этапа против «Бата» завершил годовую беспроигрышную серию англичан. «Кардифф» выиграл (6:14), но эта победа не имела смысла со стратегической точки зрения, так как путёвку в следующий раунд получил «Лестер», набиравший бонусные очки во всех играх группового этапа.
«Блюз» победили в первом матче кубка Хейнекен у «Бристоля» (34:18). Вторая игра против «Харлекуинс» завершилась миром (13:13). В декабре кардиффцы получили бонусное очко за некрупное поражение от «Стад Франсе» (6:12) в Париже, причём ответный матч остался за валлийцами (31:21). Затем «синие» дома обыграли «арлекинов» (23:12) и одержали верх над «Бристолем» в гостях (17:0). Валлийский клуб попал в плей-офф в качестве пятой сильнейшей команды турнира. 6 апреля состоялся матч 1/4 финала кубка, в котором встретились «Блюз» и «Тулуза». Французы, обладавшие преимуществом домашнего стадиона, выиграли (41:17) и выбили британцев из числа претендентов на главный европейский трофей.

### 2008/09
Летом 2008 года громких трансферов «Блюз» не провели. Команду дополнили Сери Суини, Алед Брю и Ричард Мастоу. Семеро регбистов покинули «Кардифф», среди них: Марк Стчербайна, Роберт Сидоли, Ник Маклауд, Джеймс Гуд, Дуэйн Гудфилд, Том Райли и Риз Шеллард. Вскоре Алед Брю отправился в состав «Ньюпорта» на правах аренды.
«Блюз» заняли шестое место в Кельской лиге, выиграв восемь встреч и проиграв в девяти. Во многом снижение результативности во внутреннем первенства объясняется концентрацией игроков на матчах кубка Хейнекен и Англо-валлийского кубка. Именно в Англо-валлийском кубке «синие» стали единственной командой, не потерпевшей ни одного поражения. Команда возглавила свою группу и обыграла «Нортгемптон» в полуфинале. Решающий матч, прошедший на стадионе «Туикенем», принёс валлийцам победу над «Глостером» (50:12).
«Синие» открыли европейский сезон с гостевой победы над «Кальвизано» (56:20), которая была оценена в одно бонусное очко. Затем последовала победа над «Глостером» (37:24), также пополнившая счёт валлийцев бонусным баллом. Матч проходил на арене «Миллениум» и собрал 27 114 болельщиков. Этот показатель стал рекордным для команды на групповой стадии кубка Хейнекен. Позже валлийский клуб дважды обыграл французский «Биарриц» (21:17 дома, 10:6 в гостях).
После новогоднего перерыва «Кардифф» снова выиграл у «Глостера» (16:12), на этот раз в Англии. Положительный результат был достигнут несмотря на удаление игрока «синих» Тома Джеймса, нарушившего правила в стыке с хукером хозяев Оливье Азамом. Заключительная игра группового этапа против «Кальвизано» принесла «Блюз» очередную победу с бонусным очком (62:20). «Кардифф» стал единственным непобеждённым клубом групповой стадии, и на жеребьёвке плей-офф получил первый номер, гарантировавший выступление в домашнем четвертьфинале.
Игра 1/4 финала против восьмых сеяных французов из «Тулузы», являвшихся трёхкратными победителями кубка, вновь проходила на «Миллениуме». Был установлен очередной рекорд посещаемости, на этот раз составивший 36 778 зрителей. Обе команды играли в оборонительном стиле, но удача улыбнулась «синим» (9:6). Полуфинал против «Лестер Тайгерс» также был проведён на главной арене Уэльса. За шесть минут до конца основного времени матча валлийцы сильно уступали в счёте (12:26), однако к концу второго тайма ситуация была выровнена (26:26). 20 минут дополнительного времени прошли без результативных действий, и судьба игры должна была решиться в серии пенальти. В этом состязании удачливее оказались английские регбисты (7:6), одержавшие победу после промахов игроков «Блюз» Тома Джеймса и Мартина Уильямса.

### 2009/10
С потерей Ники и Джеймса Робинсонов, Джейсона Спайса и Росса Джонсона «Блюз» значительно ослабли. Клуб подписал Сэма Нортона-Найта из «Уаратаз», Гарета Купера из «Глостера» и Гевина Иванса из «Скарлетс». В ноябре состав команды пополнил Кейси Лаулала из «Кентербери Крусейдерс».
Клуб занял пятое место в розыгрыше Кельтской лиги, отстав от зоны плей-офф на одно очко. С другой стороны, команда обеспечила себе право сыграть в кубке Хейнекен 2010/11, так как стала второй лучшей командой Уэльса. Выступления же в кубке 2009/10 были закончены уже после групповой стадии. «Блюз» заняли второе место в группе (после «Тулузы»), не войдя при этом в число двух сильнейших коллективов, занявших вторые места. Но ввиду изменения правил квалификации в европейских турнирах, отныне допускавших продолжение еврокубковой кампании для слабых вторых команд, «Кардифф» продолжил играть в Европейском кубке вызова. В четвертьфинале валлийцы разгромили «Ньюкасл Фэлконс» (55:20) и с куда большим усилием переиграли «Лондон Уоспс» в 1/2 финала (18:15). В решающем матче, который прошёл 23 мая на стадионе «Велодром», «Кардифф» обыграл французский «Тулон» (28:21) и стал первым клубом Уэльса, завоевавшим европейский трофей.

### 2010/11
После неудачного перехода Сэма Нортона-Найта в «Саньо Уайлд Найтс» «синие» подписали Дэна Паркса из «Глазго Уорриорз» и сборной Шотландии. Кроме того, команда подписала новый контракт с Ксавьером Рашем, ранее заявившим о намерении перейти в «Ольстер». Несмотря на действие уже подписанного договора с ирландским клубом, Рашу удалось урегулировать ситуацию и продолжить выступления за «Кардифф».
Ещё один игрок из Новой Зеландии, Майкл Патерсон, перешёл в команду из клуба Супер Регби «Харрикейнз». Коллектив «Блюз» также пополнился тремя валлийцами, игравшими до этого в Англии: Брин Гриффитс и Том Дэвис пришли в клуб из «Донкастер Найтс», а Том Браун прибыл в расположение «Кардиффа» из «Лондон Уэлш».
Состав кардиффцев покинули Энди Пауэлл, потерявший место в команде из-за неспортивных причин, Робин Соуден-Тейлор и Скотт Морган перешли в «Ньюпорт Гвент Дрэгонс», а Дэй Фленаган продолжил карьеру в «Оспрейз».

## Игроки

### Текущий состав
Сезон 2012/13.

### Игроки «Британских и ирландских львов»
- Гетин Дженкинс
- Энди Пауэлл
- Джейми Робертс
- Мартин Уильямс
- Ли Халфпенни
- Том Шенклин

### Другие известные игроки
- Мэтт Кокбейн
- Маноа Восауаи
- Дэн Боу
- Крис Дикомидис
- Джона Лому
- Гжегож Кацала
- Корт Скуберт
- Маама Молитика
- Тауфа’ао Филисе
- Бен Эванс
- Джон Йепп
- Крейг Куиннелл
- Роберт Сидоли
- Т. Риз Томас
- Йестин Харрис
- Дэн Паркс
- Питер Мюллер

## Главные тренеры
| Специалист                   | Годы работы |
| ---------------------------- | ----------- |
| Дэй Янг                      | 2003—2011   |
| Гарет Бейбер Джастин Бёрнелл | 2011—2012   |
| Фил Дэвис                    | 2012—н. в.  |

## Результаты

### Кельтская лига / Про12
| Сезон   | Игры | Победы | Ничьи | Поражения | Бонусы | Очки | Позиция |
| ------- | ---- | ------ | ----- | --------- | ------ | ---- | ------- |
| 2003/04 | 22   | 11     | 0     | 11        | 10     | 54   | 6-я     |
| 2004/05 | 20   | 8      | 1     | 11        | 6      | 40   | 9-я     |
| 2005/06 | 22*  | 11     | 0     | 9         | 11     | 63   | 4-я     |
| 2006/07 | 20   | 13     | 1     | 6         | 9      | 63   | 2-я     |
| 2007/08 | 18   | 12     | 0     | 6         | 8      | 56   | 2-я     |
| 2008/09 | 18   | 8      | 1     | 9         | 4      | 38   | 6-я     |
| 2009/10 | 18   | 10     | 0     | 8         | 4      | 44   | 5-я     |

* В том числе 2 «свободных уикенда», которые оцениваются в четыре очка каждый.

### Кельтский кубок
| Сезон   | Раунд      | Матч                            |
| ------- | ---------- | ------------------------------- |
| 2003/04 | 1/4 финала | «Эдинбург» 33:16 «Кардифф Блюз» |

### Кубок Хейнекен
| Сезон         | Группа     | Игры                                              | Победы                                            | Ничьи                                             | Поражения                                         | Бонусы                                            | Очки                                              | Позиция                                           |
| ------------- | ---------- | ------------------------------------------------- | ------------------------------------------------- | ------------------------------------------------- | ------------------------------------------------- | ------------------------------------------------- | ------------------------------------------------- | ------------------------------------------------- |
| 2003/04       | 3          | 6                                                 | 2                                                 | 0                                                 | 4                                                 | 3                                                 | 11                                                | 3-я                                               |
| 2004/05       | 6          | 6                                                 | 1                                                 | 0                                                 | 5                                                 | 3                                                 | 7                                                 | 4-я                                               |
| 2005/06       | 2          | 6                                                 | 3                                                 | 0                                                 | 3                                                 | 3                                                 | 15                                                | 3-я                                               |
| 2006/07       | 4          | 6                                                 | 2                                                 | 0                                                 | 4                                                 | 1                                                 | 9                                                 | 3-я                                               |
| 2007/08       | 3          | 6                                                 | 4                                                 | 1                                                 | 1                                                 | 2                                                 | 20                                                | 1-я                                               |
| 2007/08       | 1/4 финала | «Тулуза» 41:17 «Кардифф Блюз»                     | «Тулуза» 41:17 «Кардифф Блюз»                     | «Тулуза» 41:17 «Кардифф Блюз»                     | «Тулуза» 41:17 «Кардифф Блюз»                     | «Тулуза» 41:17 «Кардифф Блюз»                     | «Тулуза» 41:17 «Кардифф Блюз»                     | «Тулуза» 41:17 «Кардифф Блюз»                     |
| 2008/09       | 6          | 6                                                 | 6                                                 | 0                                                 | 0                                                 | 3                                                 | 27                                                | 1-я                                               |
| 2008/09       | 1/4 финала | «Кардифф Блюз» 9:6 «Тулуза»                       | «Кардифф Блюз» 9:6 «Тулуза»                       | «Кардифф Блюз» 9:6 «Тулуза»                       | «Кардифф Блюз» 9:6 «Тулуза»                       | «Кардифф Блюз» 9:6 «Тулуза»                       | «Кардифф Блюз» 9:6 «Тулуза»                       | «Кардифф Блюз» 9:6 «Тулуза»                       |
| 2008/09       | 1/2 финала | «Кардифф Блюз» 26:26 (6:7, пен.) «Лестер Тайгерс» | «Кардифф Блюз» 26:26 (6:7, пен.) «Лестер Тайгерс» | «Кардифф Блюз» 26:26 (6:7, пен.) «Лестер Тайгерс» | «Кардифф Блюз» 26:26 (6:7, пен.) «Лестер Тайгерс» | «Кардифф Блюз» 26:26 (6:7, пен.) «Лестер Тайгерс» | «Кардифф Блюз» 26:26 (6:7, пен.) «Лестер Тайгерс» | «Кардифф Блюз» 26:26 (6:7, пен.) «Лестер Тайгерс» |
| 2009/10 (КХ)  | 5          | 6                                                 | 4                                                 | 0                                                 | 2                                                 | 2                                                 | 18                                                | 2-я                                               |
| 2009/10 (ЕКВ) | 1/4 финала | «Ньюкасал Фэлконс» 20:55 «Кардифф Блюз»           | «Ньюкасал Фэлконс» 20:55 «Кардифф Блюз»           | «Ньюкасал Фэлконс» 20:55 «Кардифф Блюз»           | «Ньюкасал Фэлконс» 20:55 «Кардифф Блюз»           | «Ньюкасал Фэлконс» 20:55 «Кардифф Блюз»           | «Ньюкасал Фэлконс» 20:55 «Кардифф Блюз»           | «Ньюкасал Фэлконс» 20:55 «Кардифф Блюз»           |
| 2009/10 (ЕКВ) | 1/2 финала | «Лондон Уоспс» 15:18 «Кардифф Блюз»               | «Лондон Уоспс» 15:18 «Кардифф Блюз»               | «Лондон Уоспс» 15:18 «Кардифф Блюз»               | «Лондон Уоспс» 15:18 «Кардифф Блюз»               | «Лондон Уоспс» 15:18 «Кардифф Блюз»               | «Лондон Уоспс» 15:18 «Кардифф Блюз»               | «Лондон Уоспс» 15:18 «Кардифф Блюз»               |
| 2009/10 (ЕКВ) | Финал      | «Кардифф Блюз» 28:21 «Тулон»                      | «Кардифф Блюз» 28:21 «Тулон»                      | «Кардифф Блюз» 28:21 «Тулон»                      | «Кардифф Блюз» 28:21 «Тулон»                      | «Кардифф Блюз» 28:21 «Тулон»                      | «Кардифф Блюз» 28:21 «Тулон»                      | «Кардифф Блюз» 28:21 «Тулон»                      |
| 2010/11       | 1          | 6                                                 | 3                                                 | 0                                                 | 3                                                 | 2                                                 | 14                                                | 2-я                                               |

### Англо-валлийский кубок
| Сезон   | Группа / раунд | Позиция                                  | Игры                                     | Победы                                   | Ничьи                                    | Поражения                                | Бонусы                                   | Очки                                     |                                          |
| ------- | -------------- | ---------------------------------------- | ---------------------------------------- | ---------------------------------------- | ---------------------------------------- | ---------------------------------------- | ---------------------------------------- | ---------------------------------------- | ---------------------------------------- |
| 2005/06 | Группа B       | 2-я                                      | 3                                        | 1                                        | 0                                        | 2                                        | 2                                        | 6                                        |                                          |
| 2006/07 | Группа B       | 1-я                                      | 3                                        | 3                                        | 0                                        | 0                                        | 1                                        | 13                                       |                                          |
| 2006/07 | 1/2 финала     | «Кардифф Блюз» 10 – 27 «Оспрейз»         | «Кардифф Блюз» 10 – 27 «Оспрейз»         | «Кардифф Блюз» 10 – 27 «Оспрейз»         | «Кардифф Блюз» 10 – 27 «Оспрейз»         | «Кардифф Блюз» 10 – 27 «Оспрейз»         | «Кардифф Блюз» 10 – 27 «Оспрейз»         | «Кардифф Блюз» 10 – 27 «Оспрейз»         | «Кардифф Блюз» 10 – 27 «Оспрейз»         |
| 2007/08 | Группа B       | 2-я                                      | 3                                        | 2                                        | 0                                        | 1                                        | 1                                        | 9                                        |                                          |
| 2008/09 | Группа B       | 1-я                                      | 3                                        | 3                                        | 0                                        | 0                                        | 0                                        | 12                                       |                                          |
| 2008/09 | 1/2 финала     | «Кардифф Блюз» 11:5 «Нортгемптон Сэйнтс» | «Кардифф Блюз» 11:5 «Нортгемптон Сэйнтс» | «Кардифф Блюз» 11:5 «Нортгемптон Сэйнтс» | «Кардифф Блюз» 11:5 «Нортгемптон Сэйнтс» | «Кардифф Блюз» 11:5 «Нортгемптон Сэйнтс» | «Кардифф Блюз» 11:5 «Нортгемптон Сэйнтс» | «Кардифф Блюз» 11:5 «Нортгемптон Сэйнтс» | «Кардифф Блюз» 11:5 «Нортгемптон Сэйнтс» |
| 2008/09 | Финал          | «Кардифф Блюз» 50:12 «Глостер»           | «Кардифф Блюз» 50:12 «Глостер»           | «Кардифф Блюз» 50:12 «Глостер»           | «Кардифф Блюз» 50:12 «Глостер»           | «Кардифф Блюз» 50:12 «Глостер»           | «Кардифф Блюз» 50:12 «Глостер»           | «Кардифф Блюз» 50:12 «Глостер»           | «Кардифф Блюз» 50:12 «Глостер»           |
| 2009/10 | Группа 3       | 1-я                                      | 4                                        | 3                                        | 0                                        | 1                                        | 3                                        | 15                                       |                                          |
| 2009/10 | 1/2 финала     | «Кардифф Блюз» 18:29 «Глостер»           | «Кардифф Блюз» 18:29 «Глостер»           | «Кардифф Блюз» 18:29 «Глостер»           | «Кардифф Блюз» 18:29 «Глостер»           | «Кардифф Блюз» 18:29 «Глостер»           | «Кардифф Блюз» 18:29 «Глостер»           | «Кардифф Блюз» 18:29 «Глостер»           | «Кардифф Блюз» 18:29 «Глостер»           |

## Достижения
- Англо-валлийский кубок: 2008/09
- Европейский кубок вызова: 2009/10, 2017/18